# Радиосистема

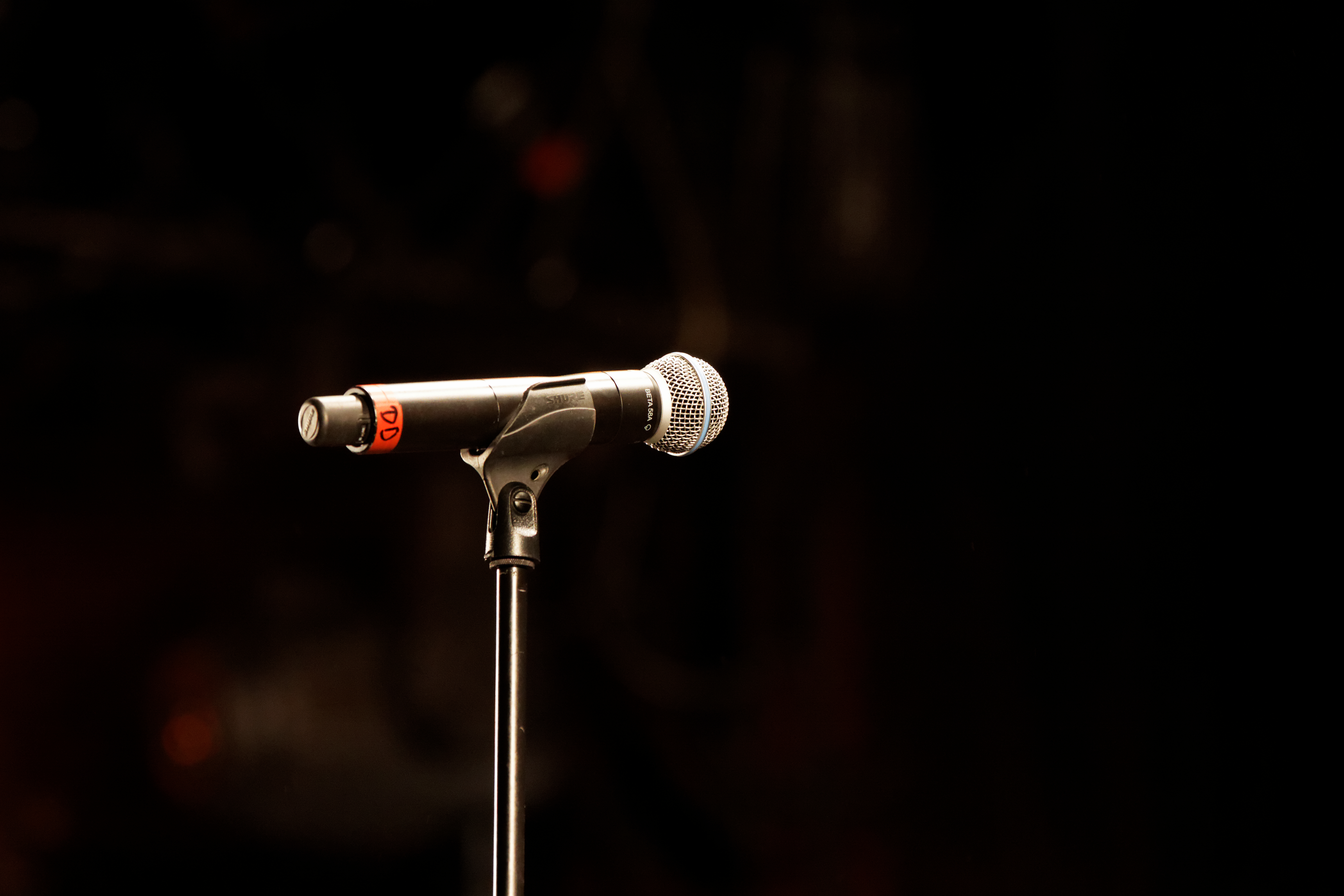
Классический вокальный радиомикрофон Shure

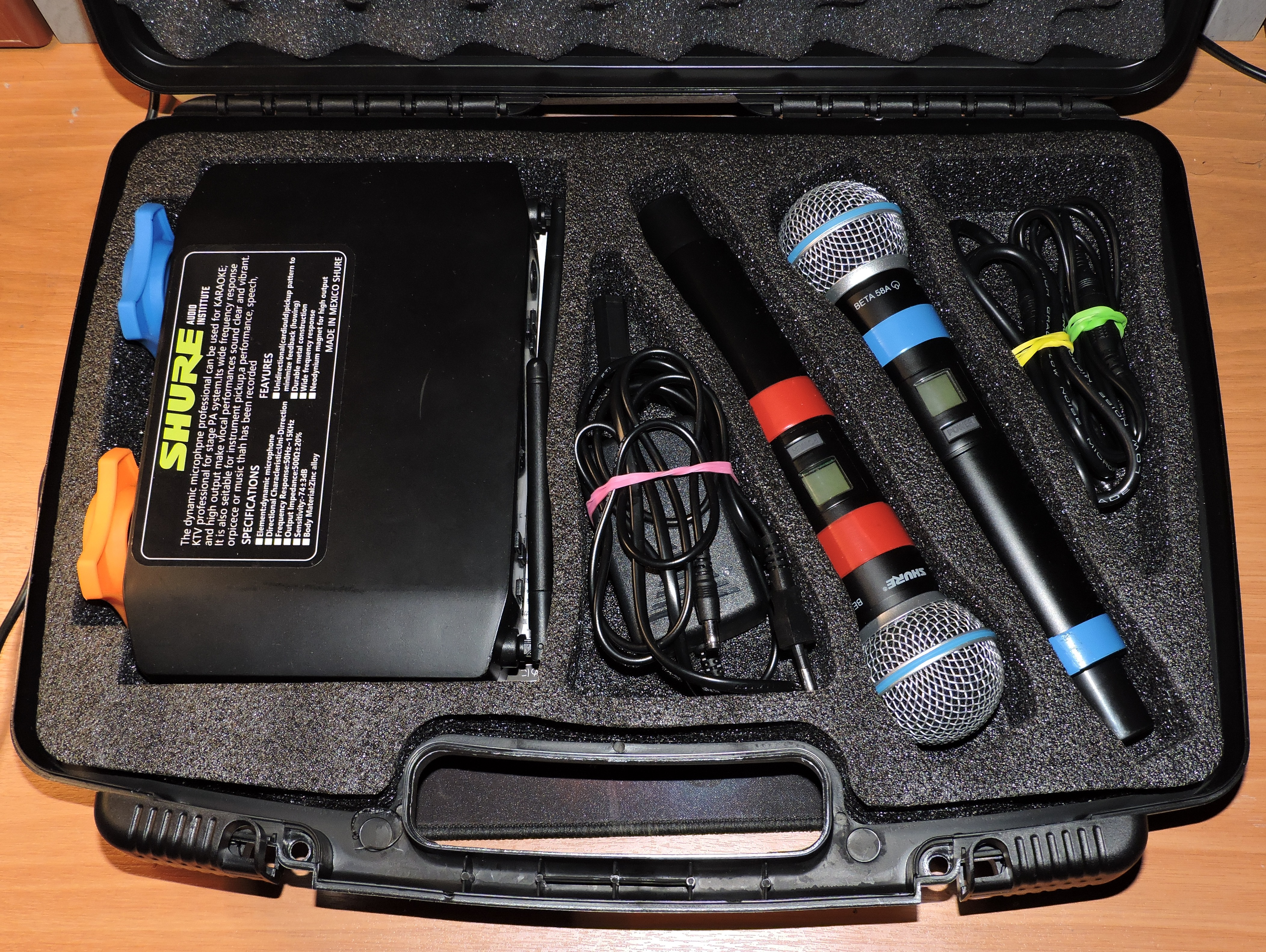
Радиосистема Shure GLXD4, включающая в свой комплект сами микрофоны, приёмник, блок питания и соединительный кабель jack-jack. Всё упаковывается в кейс

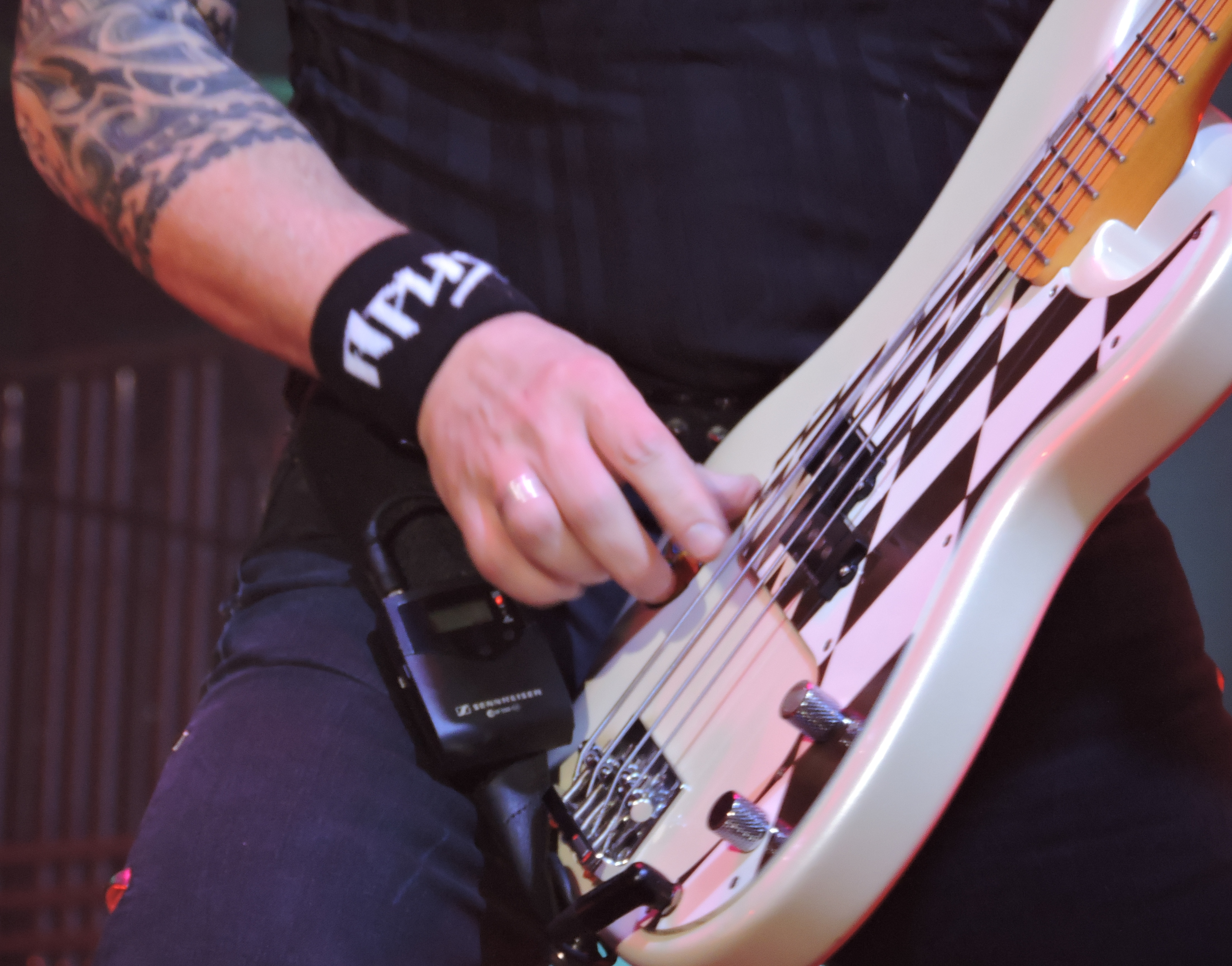
Бас-гитара, соединённая с передатчиком гитарной радиосистемы Sennheiser. На фото на ней играет басист группы «Ария» Виталий Дубинин

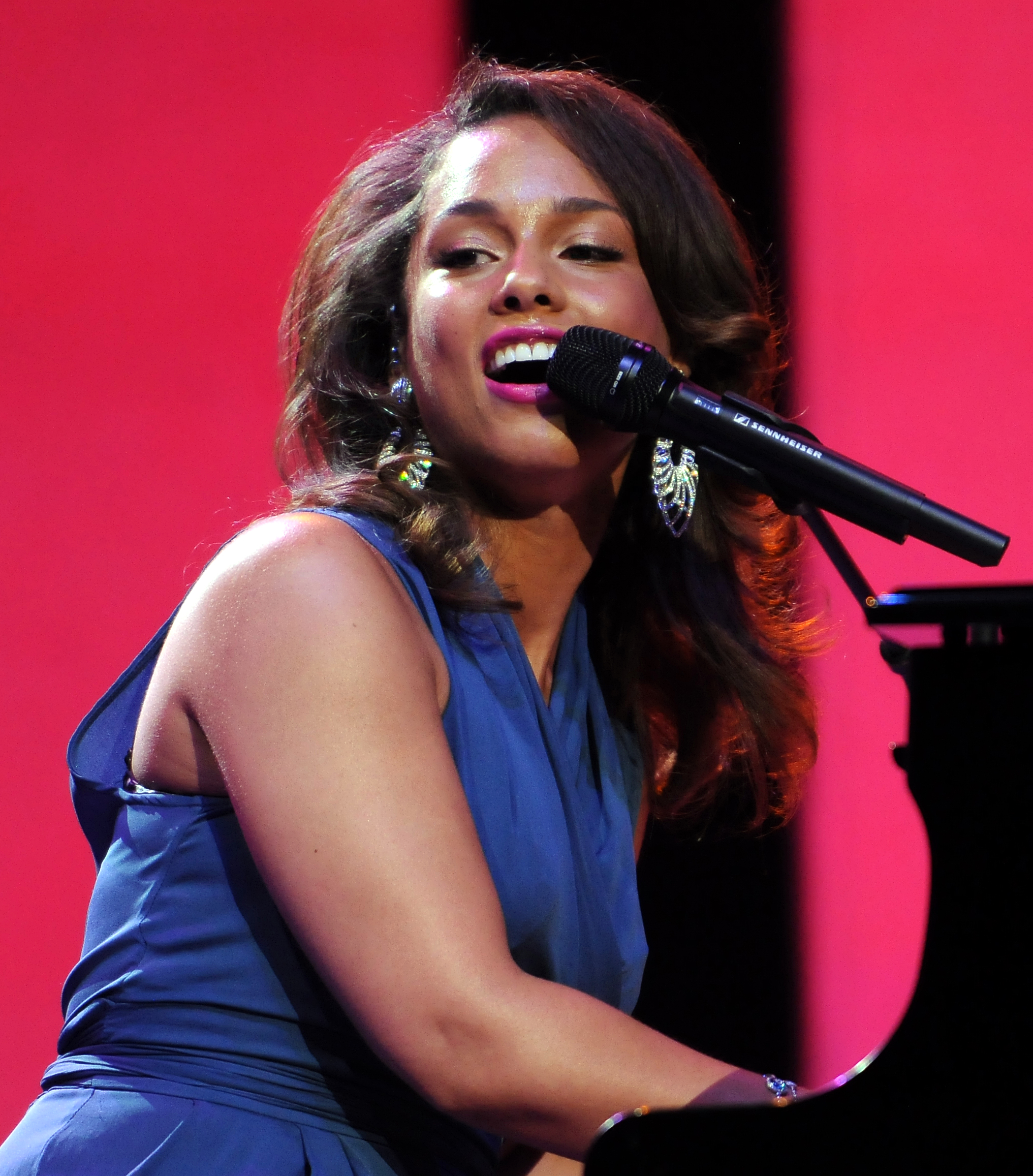
Алиша Киз поёт в радиомикрофон Sennheiser

Радиомикрофон — тип микрофона, который использует радиочастоты для передачи звукового сигнала. Также именуется беспроводным микрофоном (англ. Wireless microphone) или радиосистемой.

## История
В 1953 году американская компания Shure представила свою первую беспроводную микрофонную систему для исполнителей, и в 1959 году, они представили микрофон Unidyne III, который был предшественником SM57 представленного (наряду с SM58) 6 лет спустя.
В 1957 году, независимо от Shure, представили первый радиомикрофон и в компании Sennheiser, которая до 1958 года называлась «Labor W».
Ныне Shure и Sennheiser являются крупнейшими производителями радиосистем в мире.

## Принцип действия
Из-за физических свойств воздуха, звук не способен распространяться на большие расстояния. 
Внутри микрофона расположен радиопередатчик, питающийся от элементов питания. Звук, поступаемый с источника (вокалист, музыкальные инструменты) на микрофон, преобразуется из звуковых сигналов в радиосигналы, которые принимаются антеннами специальных радиоприёмников. В приёмниках происходит обратный процесс: принятые радиосигналы преобразуются обратно в звуковые, которые по специальным кабелям (типа jack или XLR) поступают к микшерному пульту или акустической системе. Приёмники питаются от электросети.
Рабочая частота приёмника строго соответствует рабочей частоте передатчика микрофона. Измеряется в мегагерцах (МГц, MHz) и может достигать нескольких сотен единиц — это УКВ-радиосвязь (или FM; иногда в техническом описании указано «FM wireless microphone»).
Главное удобство радиомикрофонов в том, что они в отличие от проводных имеют хотя и ограниченную мощностью передатчика, но бо́льшую свободу передвижения. Недостатки — относительно частая разрядка элементов питания (аккумуляторов), а также они существенно дороже проводных микрофонов.

## Виды
Классический пример радиомикрофона — вокальный ручной, в который радиопередатчик интегрирован непосредственно (англ. Handheld). Также существуют и головные и петличные. Головные представляют собой гарнитуру, прикрепляемую к голове, а петличные (англ. Lavalier, англ. Clip-On) прикрепляются застёжками к одежде. От двух последних видов провода идут на специальный радиопередатчик, закреплённый на поясе.
Также существуют инструментальные радиосистемы, например, для электрогитар (гитарная радиосистема). В этом случае используется специальный радиопередатчик, соединяемый аудиокабелем с музыкальным инструментом.